# Вікторівська сільська рада (Маньківський район)
Ві́кторівська сільська́ ра́да — колишня адміністративно-територіальна одиниця та орган місцевого самоврядування в Маньківському районі Черкаської області. Адміністративний центр — село Вікторівка.

## Загальні відомості
- Населення ради: 1 201 особа (станом на 2001 рік)

## Населені пункти
Сільській раді були підпорядковані населені пункти:
- с. Вікторівка

## Склад ради
Рада складалася з 16 депутатів та голови.
- Голова ради: Прокопенко Надія Салістонівна
- Секретар ради: Мовчан Ольга Петрівна

### Керівний склад попередніх скликань
| Прізвище, ім'я, по батькові   | Основні відомості                                                                     | Дата обрання | Дата звільнення |
| ----------------------------- | ------------------------------------------------------------------------------------- | ------------ | --------------- |
| Прокопенко Надія Салістонівна | Сільський голова, 1963 року народження, освіта вища, член Української Народної Партії | 26.03.2006   | 31.10.2010      |
| Прокопенко Надія Салістонівна | Сільський голова, 1963 року народження, освіта вища, член Народної партії             | 31.10.2010   |                 |

Примітка: таблиця складена за даними сайту Верховної Ради України

### Депутати
За результатами місцевих виборів 2010 року депутатами ради стали:

#### За суб'єктами висування
| Суб'єкт висування            | Кількість обраних депутатів | %    |
| ---------------------------- | --------------------------- | ---- |
| Самовисування                | 13                          | 81,3 |
| Соціалістична партія України | 2                           | 12,5 |
| Комуністична партія України  | 1                           | 6,3  |

#### За округами
| № округу                     | Прізвище, ім'я, по батькові    | Дата визнання обраним | Освіта             | Партійна приналежність             | Відомості про обраного депутата                                 |
| ---------------------------- | ------------------------------ | --------------------- | ------------------ | ---------------------------------- | --------------------------------------------------------------- |
| Комуністична партія України  |                                |                       |                    |                                    |                                                                 |
| 6                            | Левченко Людмила Антонівна     | 03.11.2010            | середня спеціальна | член Комуністичної партії України  | тимчасово не працює                                             |
| Соціалістична партія України |                                |                       |                    |                                    |                                                                 |
| 8                            | Гарбінський Дмитро Трохимович  | 03.11.2010            | середня            | член Соціалістичної партії України | пенсіонер                                                       |
| 12                           | Іванченко Ганна Михайлівна     | 03.11.2010            | вища               | член Соціалістичної партії України | Вікторівка сільська рада, пенсіонерка                           |
| Самовисування                |                                |                       |                    |                                    |                                                                 |
| 1                            | Макаренко Лариса Борисівна     | 03.11.2010            | середня спеціальна | позапартійна                       | фельдшерсько-акушерський пункт с. Вікторівка, завідуючаФАПу     |
| 2                            | Веретільник Василь Миколайович | 03.11.2010            | середня спеціальна | позапартійний                      | Вікторівська загальноосвітня школа, оператор газової котельні   |
| 3                            | Олійніченко Любов Григорівна   | 03.11.2010            | вища               | позапартійна                       | Вікторівська загальноосвітня школа, педагог-організатор         |
| 4                            | Бабка Тетяна Миколаївна        | 03.11.2010            | вища               | позапартійна                       | ТОВ "Чорна Кам'янка ", бухгалтер                                |
| 5                            | Редька Лариса Василівна        | 03.11.2010            | середня            | позапартійна                       | тимчасово не працює                                             |
| 7                            | Мовчан Ольга Петрівна          | 03.11.2010            | середня спеціальна | позапартійна                       | Вікторівка сільська рада, секретарВікторівської сільської ради  |
| 9                            | Кловак Галина Василівна        | 03.11.2010            | середня спеціальна | позапартійна                       | Бібліотека с. Вікторівки, зав. бібліотеки                       |
| 10                           | Мироненко Леся Юріївна         | 03.11.2010            | вища               | позапартійна                       | Вікторівка сільська рада, бухгалте Д/С                          |
| 11                           | Федьківська Людмила Григорівна | 03.11.2010            | вища               | позапартійна                       | Вікторівка сільська рада, бухгалтер Віктрівської сільської ради |
| 13                           | Патика Раїса Іванівна          | 03.11.2010            | вища               | позапартійна                       | Вікторівська загальноосвітня школа, вчитель                     |
| 14                           | Гоєнко Тетяна Іванівна         | 03.11.2010            | вища               | позапартійна                       | ТОВ «Чорна Кам ’янка», керуюча філією ТОВ «Чорна Кам'янка»      |
| 15                           | Костюк Тетяна Петрівна         | 03.11.2010            | середня            | член Партії регіонів               | тимчасово не працює                                             |
| 16                           | Нагорна Любов Петрівна         | 03.11.2010            | середня спеціальна | позапартійна                       | тимчасово не працює                                             |